# Нестяжатели
Нестяжа́тели — монашеское движение в Русской православной церкви конца XV — первой половины XVI веков, появление которого связано со спором о монастырском землевладении, против которого они выступали. В этом вопросе им противостояли иосифляне, однако спор между ними не исчерпывается вопросом о монастырских вотчинах и вообще имущественными вопросами: различия во взглядах касались отношения к раскаявшимся еретикам, отношении к поместному (национальному) и общецерковному преданию, ряду других вопросов. Данный спор, окончившийся победой иосифлян, имел большое значение для Русской церкви.
Значение полемики о монастырских имуществах выходит за рамки вопросов монашеской аскезы. Многие исследователи, в частности Нина Синицына, рассматривают нестяжательство не только как аскетическую норму, но и как этический принцип, характерный для русского менталитета и развивавшийся под влиянием старчества: «Значение проповеди нестяжания как составной части монашеского аскетического идеала — в её влиянии на „мирское“ общество, на такую черту русского национального менталитета, как отношение к собственности и к использованию чужого труда».
Сами нестяжатели, как и иосифляне, судя по сохранившимся документам, почти не использовали этот термин. Известны два случая употребления этого слова в данном смысле: Максим Грек в 1520-х годах написал диалог, в котором о монастырских богатствах спорят «Нестяжательный» и «Любостяжательный»; нестяжателем назвал опального князя Вассиана (Патрикеева) сосланный новгородский инок Зиновий Отенский, выступая с критикой против него. Лишь в конце XIX века этот термин был введён в употребление; он устоялся и стал привычен. Однако следует учесть, что личное нестяжательство иноков крупных общежительных монастырей (в том числе и Иосифо-Волоцкого) было, пожалуй, радикальнее, чем скитских монахов, так как имущество в общежительном монастыре является общим, и это исключает необходимость личного имущества, в скиту же по самим условиям жизни наличие в личной собственности каких-либо предметов — неизбежно, поэтому ряд авторов (Николай Никольский, Яков Лурье, Екатерина Романенко и др.) высказываются за условность термина «нестяжатели».

## Нестяжание как монашеский обет
Нестяжание (произвольная нищета) — один из трёх монашеских обетов, которые даются при пострижении. Монах, уповающий на Царство Небесное, странник в этом мире, поэтому он отрицается не только от земных богатств, но даже от минимального имущества. Гарантии его безопасного существования не в обильных запасах, а во Христе. В Нём монах обретает лучшее и нетленное богатство:

Господь часть моя, говорит душа моя, итак буду надеяться на Него. 
— Плач. 3:24
«Имуществом, богатством, сокровищем инока должен быть Господь наш Иисус Христос», — пишет святитель Игнатий (Брянчанинов). Склонный же к стяжательству монах «в имуществе видит средства уклониться от влияния превратностей». Но «делается сердце вещелюбца жёстким и чуждым всякого духовного ощущения».
«Нестяжание есть отложение всех житейских забот, отчуждение печали», — пишет преподобный Иоанн Лествичник.
В ответе богатому юноше Христос говорит ему:

если хочешь быть совершенным, пойди, продай имение твоё и раздай нищим; и будешь иметь сокровище на небесах; и приходи и следуй за Мною.
— Мф. 19:21
В словах Господа не завет, а совет: «Если хочешь быть совершенным…», и есть выбор. Однако огорчённый юноша не решается сделать его, так как:

Трудно богатому войти в Царство Небесное…
— Мф. 19:23
Нестяжание — это не простая моральная заповедь, а условие совершенства, к которому должен стремиться инок. Тогда он становится гражданином Царства Небесного. Однако одного отказа от обладания имуществом недостаточно. Истинное нестяжательство состоит в отчуждении сердца от всего земного. Пристрастие ко всему вещественному оказывается хуже обременённости обширным имением.

## Монастырское землевладение на православном востоке
Безусловно, проблема монастырского хозяйства, обременяющего братию не свойственными монахам заботами, была не нова, и обнаруживается, прежде всего, в Византии. Византийские монастыри с древнейших времён обеспечивались значительными земельными пожалованиями, которые предназначались для содержания многочисленного монашества империи. Значительный рост монастырского землевладения наблюдается в эпоху македонской династии. В XIV веке, во времена подъёма сербской государственности, активно раздаёт монастырям земли сербская знать. Особыми привилегиями пользуются крупные афонские монастыри: сербский Хиландар и русский Пантелимонов. Принимали земельные пожертвования и монастыри на Руси, в том числе Киевский Печерский монастырь преподобного Феодосия. Это обычная практика в государствах, в которых знать православная. Однако такое привилегированное положение влечёт за собой ряд неприятных моментов, связанных с обмирщением монашествующих. Поэтому голоса против крупного землевладения монастырей раздавались и на востоке. В частности, активно против значительного монастырского землевладения выступал архиепископ Фессалоник Евстафий Солунский. Он требует ограничения монастырского землевладения, как наносящего большой вред тем, кто на словах решил принять иноческий образ. Малым монастырям вообще не стоит иметь земли. Монастыри должны быть лишены независимости. Подчиняться монастыри должны своим епархиальным владыкам с одной стороны и светской власти с другой. Ибо в монастырях, которые не подчинены светским надзирателям, монахи вынуждены сами заниматься делами и «вместо псалтыри держат в руках весы несправедливости и фальшивые монеты; их пальцы приспосабливаются к обману крестьян». Скорое почитание солунского владыки на Афоне и в Македонии говорит о популярности его взглядов среди монахов. Начавшееся в начале XIV века «монашеское возрождение», связанное с именем преподобного Григория Синаита, по-новому поставило вопрос о целях монашеской жизни и, соответственно, о монастырских имуществах. По меньшей мере, неизвестны факты владения землёй парорийских обителей преподобного Григория или Килифаревского монастыря преподобного Феодосия Тырновского, ученика Григория Синаита.
В рамках настоящей статьи важен взгляд на монастырское землевладение одного из представителей этого движения ученика преподобного Феодосия Тырновского, Киевского митрополита Киприана, занимавшего кафедру русской митрополии в конце XIV — начале XV века. В ответах на вопросы, данные, очевидно, игумену Серпуховского Высоцкого монастыря Афанасию, Киприан пишет: «Села и люди держати иноком, не предано есть святыми Отци». Однако «послежде по малу въ разслабление прииде вещь, и начаша манастыре те и скиты держати села и стяжания». «А еже сего страшнейши, яко повнегда черньцам начатии селы властоватись, и мужеъ и женвмъ судити, часто хождения въ них творити и о нихъ печаловатися. <…> Но аще бы мощно, сице: бытии селу подъ манастыремъ, еже николиже черньцу не бытии въ немъ, но мирянину некоему богобоязниву приказати и тому печаловатися бы о всякыхъ делех; въ манастырь же бы готовое привозилъ житом и иными потребами». «Пагуба черньцем селы владети…»,— заключает святитель. Иными словами, святитель утверждает, что владение сёлами не заповедано отцами церкви, но этот обычай утвердился по немощи, «расслаблению». Инокам не стоит самим заниматься управлением хозяйством, которое доставляет им многие соблазны, а привлекать для этих целей благочестивых мирян. В другом документе митрополит последовательно отстаивает церковные имущества. В настольной грамоте Новгородскому Архиепископу Иоанну, Киприан определяет: «А что погосты и сёла и земли и воды и пошлины, что потягло к церкви Божьи, или купли, или кто дал по души памяти деля, а в то ни один христианин не вступается, а кто вступится, того не благословляют божественные правила».

## Особенность монастырского быта на Русском Севере
На деле устроителям обителей приходилось сталкиваться не только с духовными искушениями, но и со вполне материальными проблемами. Климатические условия Русского Севера сильно отличаются от более тёплых, плодородных и густонаселённых земель юга. Область Заволжья и Вологодского края имеют неплодородные земли, сырой холодный климат, короткий сельскохозяйственный период и, соответственно, редкое население. Прокормиться за счёт одной только милостыни, которая поступала в монастырь крайне нерегулярно, было невозможно. Это, по мнению Н. К. Никольского, Е. В. Романенко и ряда других исследователей, делало неизбежным вотчинное хозяйство любого крупного русского монастыря. Прокормиться примитивным рукоделием в суровых условиях было довольно сложно, и зачастую насельники вновь устроенных монастырей попросту голодали. Николай Никольский первым, с практической стороны, обратил внимание на невозможность нестяжательского идеала в условиях Русского Севера: «Для многолюдной общины здесь был неизбежен вотчинный быт. Чтобы выполнять неопустительно все иноческие обязанности, которые предписывались общежитиям, … необходимо было монастырю предоставить обработку земли крестьянам, а самому сделаться хозяином вотчинником…». Никольский на основании деловых бумаг Кириллова монастыря пришёл к выводу, что и преподобный Кирилл не только не выступал против приобретения населённых земель, но и сам приобретал их. Сохранились 24 купчие, подписанные рукой самого преподобного. Приобретали земли и преемники преподобного игумены Христофор, Тихон и Кассиан.
Вассиан Патрикеев, а впоследствии и либеральные историки, утверждали, что Кирилл Белозерский земель не приобретал. Основание для таких утверждений давало и житие преподобного Кирилла, написанное Пахомием Логофетом. Известные случаи отказа преподобного Кирилла от сёл связаны не с принципиальным их отрицанием, а с большой удалённостью предлагаемых вкладов, что предполагало бы долгие отлучки монахов из монастыря и погружение их в мирскую жизнь.
Следует заметить, что в том же XV веке монастыри северных (ещё независимых Новгородских) земель почти на 100 лет дольше прочих русских епархий продолжали ориентироваться на довольно свободолюбивый Студийский устав, согласно которому монахам дозволялось самовольно избирать себе игумена и изгонять его из монастыря, либо самим уходить в мир с оставлением всех монашеских обетов; ослаблялись посты, сокращались утомительные богослужения и т. п. Только после присоединения новгородских земель к Великому княжеству Московскому, на Русском Севере окончательно утвердился общий для всего православия строгий Иерусалимский устав.

## Отношение к монастырским имуществам преп. Нила Сорского
Безусловную важность в истории нестяжательства имеют взгляды авторитетного среди заволжского монашества преподобного Нила Сорского, пользовавшегося авторитетом даже среди волоколамских монахов. Его труды и житийные сборники неоднократно переписывались и цитировались. Согласно «Письму о нелюбках», памятнику полемической литературы середины XVI века, на соборе 1503 года старец Нил выступил не только против монастырского землевладения, но и, по сути, вообще против общежительных монастырей: «Нача старец Нил глаголати, чтобы у монастырей сёл не было, а жили чернецы по пустынем, а кормили бя ся рукоделием». Однако этот поздний документ содержит очевидные анахронизмы и, по всей видимости, написан по чьим-то смутным воспоминаниям и противоречит учению самого преподобного. Другим источником взглядов преподобного Нила являются писания Вассиана (Патрикеева), но они страдают полемической заострённостью и тоже поставлены под сомнение. Однако известны и не раз опубликованы произведения самого Нила. Это «Устав скитской жизни», «Предание ученикам», а также четыре послания. Дополнительный материал дают переписанные и откорректированные старцем житийные сборники, глоссы на полях переписанных им житий.
Как следует из «Предания», преподобный Нил различает условия общежительного монастыря и скита. Если в общежитии допустимо (и необходимо) заниматься тяжёлым, в том числе и земледельческим трудом, то в скиту нужно ограничиться минимально необходимым, делать то, «что возможно под кровом». «Если в общежитиях при необходимости под открытым небом труды — гнать, например, упряжку волов пахать и иные из своих тяжёлых работ — похвальны, как говорит божественное Писание, то для живущих особо это заслуживает укора». Таким образом, для общежития допустимы сельскохозяйственные работы, в частности преподобный говорит о вспашке поля. Но занятие земледелием предполагает и обладание землёй. Следовательно, Нил Сорский не выступает против монастырского землевладения в принципе. При этом он ссылается на Писание (Цитирует апостола Павла:

если кто не хочет трудиться, тот и не ешь.
— 2Фес. 3:10
 и святых отцов. Не отрицает он и наёмный труд, в том числе для скитского устройства: «Работающему у нас, если случится кто из мирских, не подобает того, что должно дать, лишать, но больше надо подавать им». Но «стяжания же, по насилию от чужих трудов собираемые, привносить совершенно нам не на пользу».
По необходимости насельники скита могут принимать небольшую милостыню, но не более того. Сами же иноки не должны стремиться давать милостыню, ибо лучшее подаяние от того, кто обязался не иметь ничего излишнего — это слово и наставление. «Нестяжание ведь выше таковых подаяний»,— цитирует преподобный св. Исаака Сирина.
В скит не принимались новоначальные иноки, пострижения там не совершались: принимаемый должен был пройти предварительный искус в общежительном монастыре и только после этого, будучи достаточно опытным монахом, претендовать на скитничество. Другим обязательным условием была грамотность, необходимая для чтения святоотеческих книг. Таким образом, и в практике скитского жития, общежительный монастырь имеет немаловажное значение. Как видим, Нил Сорский отнюдь не был сторонником уничтожения монастырского общежития и лишения монастырей земель. Но в монашеской жизни он призывал придерживаться «потребительского минимализма», довольствуясь лишь необходимым для пропитания и устройства элементарного быта.
Предупреждая игумена Гурия (Тушина) от бесед с «о прибыли монастырского богатства и стяжании имуществ пекущимися», он предостерегает и от споров с ними: «Не подобает же на таковых и словом наскакивать, ни поносить, ни укорять их, но надо предоставить это Богу». Основной задачей монаха является молитва и внутреннее делание. Но если кто из братьев обратится с соответствующим вопросом, то надо отдать ему и душу. «С людьми иного рода беседы, пусть и малые, иссушают цветы добродетелей». Таким образом, предостерегает Нил своих учеников и от бесплодной полемики.

## История движения нестяжателей в России
Нестяжательство как монашеское движение возникло и сформировалось в среде братии Кирилло-Белозерского монастыря. О первых разногласиях в монастырской братии известно при игумене Трифоне в 40-е годы XV века. Каковы были действительные причины возникновения разногласий, с уверенностью сказать трудно. По мнению Н. К. Никольского причиной разногласий стал вопрос о монастырских вотчинах, когда игумен, вопреки правилам преподобного Кирилла, приобрёл несколько удалённых сёл. Однако косвенным подтверждением можно считать лишь то, что при преемнике Трифона, которым стал монах Спасо-Каменного монастыря Кассиан, монастырь сократил свои земельные приобретения. Именно при Кассиане Пахомием Логофетом было написано житие Кирилла Белозерского, в котором утверждалось, что преподобный не приобретал земель. Как сказано выше, эти сведения неверны, но сама акцентировка вопроса говорит о настроениях внутри монастыря и о том, что тема была обсуждаема.
Никольский, исследовавший деловые акты монастыря, отмечает, что после игуменства Кассиана и вплоть до 2-го десятилетия XVI века монастырь земли не приобретал, а дарственные принимались редко. Никольский связывает это с влиянием нестяжателей. Тем не менее, он же указывает, что в ряде областей, в том числе и в Белозерье, при Иване III продажа земель и передача их монастырям на помин души была ограничена.
Следующее известное столкновение произошло при игумене Серапионе (1482—1484), который принял от Ивана III 29 сёл и починков в Вологодской волости. В это время Кирилло-Белозерский монастырь уже крупный землевладелец, и приобретение новых земель — это не вопрос монастырского обеспечения. Очередное нарушение заветов Кирилла привело к тому, что в конце июня 1483 года 15 кирилловских старцев в знак протеста покинули монастырь. Вмешательство Белозерского князя Михаила Андреевича позволило избавиться от «стяжательного» игумена, конфликт был исчерпан и старцы в марте 1484 года вернулись в монастырь. Следующий игумен, которым стал близкий ученик Нила Сорского Гурий (Тушин), вернул князю полученные при Серапионе угодья и испросил взамен них ругу хлебом. Однако и здесь мы имеем лишь косвенные указания на то, что причиной конфликта был земельный вопрос. В этом сомневается Н. А. Казакова, ссылаясь на слова Иосифа Волоцкого о том, что уход старцев произошёл в знак протеста против действий Серапиона, который нарушил внутренний распорядок монастыря, не хранил предания преподобного Кирилла.
После 1419 года Кирилло-Белозерский монастырь вновь начинает приобретать земли. Во 2-й четверти XVI века монастырь получает более благоприятные и освоенные земли с большим населением к югу, ближе к границам Московского княжества.

### Собор 1503 года
Первым документально зафиксированным случаем столкновения сторонников ограниченного и крупного монастырского землевладения был поместный собор Русской Церкви 1503 года. Собственно говоря, собор был посвящён дисциплинарным вопросам (известен как «собор о вдовых попех»), но, согласно источникам, в конце собора или, скорее всего, после соборных заседаний, состоялся спор о монастырских вотчинах. В соборных деяниях никаких упоминаний об этой полемике нет. Другие же источники настолько противоречат друг другу, что цельная картина не возникает. По всей вероятности инициатором, поднявшим вопрос, был великий князь Иван III. Прямая заинтересованность светской власти объяснялась необходимостью пополнения «служилых» земель, что и предполагалось сделать за счёт церковного землевладения. Великий князь уже имел опыт секуляризации церковных земель в Новгороде и, вероятно, желал его распространить и дальше. Настроения заволжского монашества благоприятствовали этим планам и давали им моральную основу. На соборе с идеей ограничения монастырского землевладения выступил преподобный Нил Сорский, но приписываемые ему «Письмом о нелюбках» слова противоречат «Преданию» и «Скитскому уставу», принадлежавших руке старца. Скорее всего, перед нами тенденциозная трактовка того, что в действительности говорил преподобный Нил на соборе. По всей видимости, основные прения были между великим князем и церковными иерархами. Это следует из «Соборного ответа» и «Слова иного». Согласно же «Слову иному» князю оппонировали троицкий игумен Серапион и архиепископ Новгородский Геннадий. Имя Иосифа Волоцкого документ вообще не упоминает. Полемика закончилась победой иерархов, а вопрос о монастырском землевладении на время был оставлен.
Иноков двух влиятельнейших русских монастырей в это время занимают другие вопросы, а их отношения после «первой нелюбки» (выступление заволжцев на стороне великого князя) остаются ещё вполне доброжелательными. По меньшей мере, до 1511 года иноки Волоколамского монастыря, Нил Полев и Дионисий Звенигородский, проживали в собственных пустынях среди монахов Кириллова монастыря и имели с ними регулярное общение. А сам Нил Сорский в это время участвует в составлении «Просветителя» Иосифа Волоцкого. Судя по сохранившейся переписке, монахи двух корпораций спорят в это время об отношении к осуждённым на соборе 1504 года жидовствующим и о деле архиепископа Новгородского Серапиона.

### Отношение к еретикам
Беспрецедентное для Православной Церкви решение собора 1504 года о сожжении еретиков вызвало немалое смущение в русском обществе. Иосиф Волоцкий был вынужден выступить с сочинением «Слово об осуждении еретиков» Архивная копия от 17 февраля 2010 на Wayback Machine, доказывающим необходимость казней. Однако его доводы не смогли умерить волнений. Отголоски этих споров мы находим в частной переписке кирилловских и волоцких монахов. В письме Нила (Полева) Герману Подольному это упоминается вскользь, письмо посвящено другому спору: монахов в это время разделяет отношение к истории с отлучением от причастия самого Волоцкого игумена его епархиальным владыкой, архиепископом Новгородским Серапионом. Нил, упрекая Германа за попытки осуждать собор и епископов, приводит его слова: «Нам не подобает судить никого ни верна, ни неверна, но подобает молиться о них, а в заточение не посылати». Это краткое упоминание красноречиво говорит о жарких спорах монахов о казнях еретиков. Примерно в это же время товарищ Нила волоцкий же монах Дионисий Звенигородский учинил подлинный «розыск» еретиков по Белозерским пустыням. «Розыск» дал два случая, которые, Дионисий поспешил представить как доказательство «великой ереси». В одном случае Дионисий в келии нашёл под кроватью крест, в другом случае застигнутый врасплох старец бросил некую книгу в печь. Однако этого оказалось достаточно, и донос был отправлен Волоцкому игумену, а тот доложил великому князю. Вассиан Патрикеев, с 1509 года бывший под покровительством великого князя и живший в Симоновом монастыре в Москве потребовал доставившего донос старца Серапиона на допрос. Допрос был с пристрастием и во время пытки старец умер. Разгневанный князь приказал сжечь Белозерские пустыни волоцких монахов, а самих их доставить в Кириллов под арест. Впрочем, монахи в скором времени были отпущены. Из происшедшего становится ясным факт, что защита еретиков навлекла подозрения в ереси на самих кирилловских монахов.
Продолжение полемики нашло отражение в «Ответе кирилловских старцев». Главный аргумент заволжцев — упрёк в прилежании Ветхому Завету: «Аще жь ветх закон тогда бысть нам же в новей благодати яви владыко христолюбный союз, еж не осудити брату брата». Действительно, лучшие аргументы в защиту своей позиции Иосиф мог черпать из Ветхого Завета. Византийские примеры крайне немногочисленны и скорее представляют собой исключения. Кроме «Ответа Кирилловских старцев» этой теме посвящены «Слово на „Списание Иосифа Волоцкого“», «Слово о еретицех от Святого Писания» и другие. В «Слове на списание», атрибутируемом князю Вассиану, автор выступает с критикой карательных мер преподобного Иосифа, призывает не бояться богословских диспутов с еретиками. Автор апеллирует к Иоанну Лествичнику: «Немощнии с еретикы не ядят, сильные же на славу Божию сходятся». Покаявшиеся еретики, по мысли Вассиана, должны быть прощены. «Слово о еретицех», документ более поздний, отличается хорошо разработанной аргументацией с привлечением канонических источников. Вассиан различает кающихся и некающихся еретиков, при этом допускает казни, но признаёт их делом светских властей. Гурий Тушин переписывает «Слово о еретицех», внося в него свои изменения, впрочем, несущественные. Интересным добавлением Гурия является удачное опровержение приведённого в 13-м слове «Книги на еретиков» Иосифа Волоцкого примера епископа Льва Катанского. Иосиф Волоцкий приводит этот пример, не указывая на то, что сам Лев подверг себя испытанию в огне вместе с еретиком Илиодором, но при этом остался невредим. Этот пример будет использован в «Ответе кирилловских старцев» с упрёком волоцкому игумену: «Ты же, господине Иосифе, почто не испытаешь своей святости, не связя Касияна архимандрита своею мантиею, донеле же он сгорел?». В «Слове ответном», документе относящимся, вероятно, ко второй половине 20-х годов, Вассиан опять возвращается к теме отношения к еретикам, настаивая на недопустимости казнить их и светским властям, а ограничиваться заточением в тюрьмах и ссылкой. Таким образом, мнение опального князя по этому вопросу ещё более смягчается.

### Полемика по поводу монастырских имений
Вплоть до начала 20-х годов письменные источники ничего не сообщают нам о спорах о монастырских землях. Частное упоминание о монастырских землях Иосифом Волоцким в письме И. И. Третьякову не указывает на полемику. Однако сам фон это молчания показателен. Примерно в 1509 году фактически из ссылки возвращается князь-инок Вассиан (Патрикеев). Селится он в «придворном» Симоновом монастыре и пользуется покровительством великого князя Василия. В августе 1511 года митрополитом Московским становится белозерский постриженник Варлаам, бывший до этого игуменом того же Симонова монастыря. Обоих белозерцев связывают близкие отношения. Между тем опальный князь начинает работу над новой редакцией «Кормчей книги». Сохранились три редакции вассиановой Кормчей, которые указывают на сложную работу над новым сводом канонических правил. Наконец, в феврале 1520 года следует череда хиротоний: епископами становятся белозерцы. По наблюдением Н. А. Казаковой, изменяется состав сборников Гурия (Тушина): в него теперь входят больше тексты, посвящённые вопросам общественной монастырской жизни. Показателен и интерес самого великого князя к устройству афонских монастырей. По его просьбе приехавший с Афона в 1518 году Максим Грек пишет Послание «Об устройстве афонских монастырей».
Приезжий афонский монах явно сочувствует нестяжательскому идеалу, и в его лице Вассиан находит поддержку. Вероятно, не без помощи учёного грека в Кормчей появляются 24-е правило VI Вселенского Собора и 12-е Архивная копия от 6 октября 2013 на Wayback Machine и 18-е правила Архивная копия от 6 октября 2013 на Wayback Machine VII Вселенского Собора с толкованиями Вальсамона. Позже для Вассиана он пишет «Сказание», которое тот включает в свою Кормчую. А в ряде своих полемических сочинений, афонский монах, уже знакомый с реалиями русской жизни, резко ополчается против «жидовского сребролюбия и богомерзкого лихоимства». И это не абстрактные обвинения. В слове «О неизречённом промысле Божием» он обвиняет в этом «святителей Божиих, священников, архимандритов и игуменов», называя праведность лихоимцев худшей праведности фарисеев. Преподобный Максим не выступает против монастырских имений, но его возмущает многостяжание, немилостивое отношение к своим ближним, сребролюбие: «Многостяжание далеко устраняет нас от иноческого завета, делает преступником своих обетов», пишет он в диалоге «Предание о твёрдом иноческом жительстве» В диалоге спорят некто Филоктимон и Актимон, «Любостяжателный» и «Нестяжательный». Зная аргументы своих оппонентов, ссылавшихся ветхозаветных праведников, преподобный Максим пишет: «Где написано, чтобы они, вопреки заповеди закона, давали своё серебро в долг с процентами или требовали бы от бедных проценты на проценты, и чтобы у тех которые не в состоянии заплатить взятое в долг, по причине увеличения оного многолетними процентами, они отнимали оставшееся у них последнее нищенское ничтожное имущество, как ныне это осмеливаемся делать мы с бедными сельчанами, обременяя их большими процентами и разоряя их, если не могут отдать взятое».
В 1521 году в политике московского государства произошли значительные перемены. Отношения с Портой начинают осложняться. Рейд в русские земли летом 1521 года крымских татар, вассалов Турции, тому свидетельство. Греки, подданные султана, оказываются под подозрением. В 1522 году следует опала государева казначея грека Траханиота. Становятся очевидны контакты Максима Грека и близкого к нему круга с турецким послом Скиндером (Искандер Саки), тоже греком. В декабре 1521 года удаляется с митрополии митрополит Варлаам. Вероятной причиной опалы главы Русской Церкви следует считать его отказ дать заведомо ложные гарантии безопасности Новгород-Северскому удельному князю Василию Шемячичу. Очевидно, Варлаам отказался участвовать в заведомом обмане, чем и вызвал гнев великого князя. На место митрополита-«нестяжателя» княжеской волей был поставлен Волоцкий игумен Даниил, будущий противник Вассиана.
В этих условия в 1523 году Вассиан (Патрикеев) начинает борьбу с митрополитом Даниилом. Но опора Вассиана на приезжих греков, естественных его союзников, ослабляет его позиции. Полемика принимает политический оттенок. Дополнительное раздражение властей вызывает отрицательное отношение греков к автокефалии русской церкви. О её неканоничности неоднократно говорит и Максим Грек. Дело заканчивается осуждением Максима Грека в 1525 году. Максим Грек был осуждён по делу Ивана Берсеня-Беклемишева, на котором сначала выступал свидетелем. Берсень был осуждён за «непригожие» речи против великого князя. Кроме «непригожих речей» преподобного Максима обвинили в сношениях с турецким султаном и в ереси, поводом для обвинения в которой оказались ошибки в переводе «Цветной Триоди». Вменили ему и порицание русских духовных книг, переводы которых он считал испорченными. После суда он был заключён в Волоколамском монастырь, где, по его словам, претерпел издевательства своих противников.
С вопросом о монастырском землевладении связан ещё один документ, принадлежащий перу Вассиана. Полное название документа «Слово ответно противу кленущих истину евангельскую». Ранний список «Слова ответна» относится к 20-м годам XVI века и датируется, вероятно, второй половиной 20-х годов. Князь-инок выступает против монастырских сёл и имений, истязания монахами «убогих братьев», занятия ими мирской деятельностью, симонии, ростовщичества. В этом документе Вассиан Патрикеев опирается и на 11-е слово «Книги на еретиков» Иосифа Волоцкого, указывая митрополиту Даниилу на учение его же наставника, вскрывая тем самым изменения, произошедшие в «иосифлянской» доктрине после смерти преподобного Иосифа. «Противники Вассиана из этих слов, справедливо истолкованных Иосифом Саниным, делали диаметрально противоположные выводы…». В «Слове ответном» Вассиан между прочим оспаривает современную ему канонизацию преподобных подвижников Пафнутия Боровского и Макария Калязинского.
Следует отметить умеренность Вассиана в отношении монастырских имений. Секуляризации церковной собственности его программа не предусматривает. Монастырские земли предполагается передать в распоряжение епископских кафедр, которые должны заботиться об обеспечении монастырей епархии. Иными словами, Вассиан предлагает перераспределение имущества внутри церкви. В пояснение к 11 грани «О сёлах, что монастырем пакостят» написано: «не иноком повелевает им владети, но данныа им сёла от соборныа церкви икономом… и окормляются от него всяким потребами, повелением от епископа их или милостынею от христолюбец, аще не довлеются своим рукоделием». Таким образом, положительная программа князя-инока включает передачу монастырских сёл в ведение епископата и белого духовенства под управление экономов. Монастыри же должны довольствоваться от этих имений, коль скоро «не довлеются своим рукоделием». Радикальным новшеством третьей редакции является возможность отчуждения вкладов, если монастырь не выполняет евангельских заповедей. В «Собрании некоего старца» помимо настойчивого отрицания монастырских сёл, Вассиан говорит об умеренности в благотворительности, о питания монахов от своего рукоделия. Эти мотивы, несомненно, связаны с учением преподобного Нила. Неожиданным является появление статей «еллинских мудрецов», вероятно переведённых Максимом Греком. Это послания Аристотеля Александру Македонскому, и Сократа. Впоследствии это было вменено в вину Вассиану митрополитом Даниилом на суде 1531 года. Тон третьей редакции существенно ужесточается. Если в первых двух редакциях преступающих заповеди монахов защищали абстрактные «фарисеи», то в третьей редакции сказано более определённо: это пастыри и князья церкви. Появляется тенденция критики общежительных монастырей. Эти факты свидетельствуют о нарастании конфликта. Дело идёт к развязке, которая наступила на суде 1531 года.
Причиной нового суда были якобы явившиеся «новые вины» Максима Грека. Максим был вновь подвергнут допросу, который вёл епископ Сарский Досифей Забелла. Новый допрос подтвердил прежние «вины» Максима и «выявил» новые. Весь список обвинений представлен в речи митрополита Даниила. Среди них названы непризнание своей виновности, обвинялся учёный грек в волшебстве и чернокнижии «еллинским и жыдовским». Среди новых преступлений названы исправления, внесённые в богослужебные книги, объявленные «порчей». Этот пункт обвинения затрагивал и Вассиана, руководившего книжной «справой». Осуждён был и участвовавший в переводах писец Михаил Медоварцев, обвинённый Даниилом в целом наборе разнообразных ересей. Досифей Топорков, с которым у Вассиана некогда были добрые отношения, утверждал, что тот не признавал несотворенную природу Христа, называя его тварью. «Вдруг» обнаружилось, что Максим выступал и против монастырских стяжаний, а также не признавал русских чудотворцев, которых он называл «смутотворцами». Появляется новый мотив обвинений, которого не было шесть лет назад. Не без оснований А. И. Плигузов предполагает, что суд над Максимом был затеян, чтобы низвергнуть по этому же делу некогда всесильного князя Вассиана. Действительно, по приговору суда, несмотря на новые «страшные» вины Максима Грека, участь его облегчилась, он был сослан в тверской Отроч монастырь под надзор благоволившего ему тверского епископа Акакия. Максим Грек получает возможность писать. Его место в Волоцком монастыре занимает осуждённый вместе с ним Вассиан. В скором времени Вассиан умирает, как утверждает Андрей Курбский, «от рук презлых осифлян».
На фоне нарастающей конфронтации отношение к преподобному Нилу в Волоколамском монастыре долгое время продолжает сохраняться почтительным. Лестные характеристики волоцких постриженников прослеживаются вплоть до 30-х годов XVI века. Но и после этого сочинения преподобного Нила переписываются в Волоколамском монастыре. Правда, теперь они не подписываются. Возможно, переломным моментом в отношении к Нилу Сорскому оказался суд над Вассианом Патрикеевым в 1531 году. Во всяком случае, именно на суде Досифей Топорков припоминает сказанные некогда князем Вассианом слова, противопоставляющие учение Нила и Иосифа: «Как твой Иосиф писал… мой де старец Нил не обыскивал, не писал». В среде белозерских монахов тоже не просматривается принципиального антагонизма. Именно в этот период постриженник Кирило-Белозерского монастыря преподобный Корнилий Комельский пишет монастырский устав, в основу которого ложатся уставы преподобных Нила и Иосифа. Тем не менее инокам обоих монашеских корпораций вскоре было запрещено общение.

### Монастырь преподобного Корнилия Комельского
Третьим русским монастырским уставом, ставшим впоследствии образцом для устроения ряда северных обителей, стал устав преподобного Корнилия Комельского, который он дал основанному им общежительному Введенскому Корнилиево-Комельскому монастырю. Появление устава датируется между 1515 и 1529 годами. Особенность корнилиева устава в том, что он основывается на уставах как преподобного Нила, так и преподобного Иосифа. Из Устава Нила Сорского Корнилий заимствовал пространное введение, дополненное его рассуждениями об ответственности настоятеля за судьбы иноков, а также об основных принципах монашеской жизни по Василию Великому. Конкретные указания о правилах общежительного монашества заимствованы из пространной редакции Устава Иосифа Волоцкого. Впоследствии ученики преподобного Корнилия, основавшие новые обители, монастырское устройство основывали на уставе своего учителя. Известно 8 монастырей, основанных только непосредственными учениками Корнилия.
Как и другие общежительные монастыри, Корнилиев монастырь обладает землями. Житие преподобного сообщает о монастырских полях, обрабатываемых работниками. Статус работников житие не указывает, но здесь же приводится интересный диалог преподобного с великим князем Василием: «И князь великий сказал святому: „Слышал я, отче, что с тех пор, как создал ты монастырь, нет у тебя сёл и деревень, так вот, что тебе нужно, проси, и дам тебе“. Корнилий же не захотел просить ничего иного, разве что молил дать ему близ монастыря немного земли с лесом, да от пота лица своего ем, сказал, хлеб свой». Действительно, в северных монастырях, по меньшей мере в первые столетия их существования, предпочитали обходиться своим трудом. При недостатке рабочих рук старались использовать труд наёмных работников. Но это в случае, если у монастыря хватало средств для найма. Земли, которое у братии не было возможность обработать самим, могли быть сданы в аренду. Однако даже при излишках собранного урожая не стремились их продавать. Житие преподобного Корнилия сообщает о значительной милостыни, которую раздавал монастырь местным крестьянам в неурожайные годы: «Отец же наш Корнилий долго молился со слезами к Господу Богу и Пречистой Богоматери и принялся за прежние свои труды: рубку леса и засевание полей, чтобы не только хлеб свой есть, но и неимущих кормить». Монастырское предание сохранило память о явлении святому Антония Великого, в котором основоположник монашества благословил Корнилия на дальнейшую раздачу милостыни.

### «Вторая волна» нестяжателей
Суд над Вассианом и Максимом Греком не стал конечной точкой нестяжательского движения. И если полемика на время утихла, то в самих скитах продолжали обсуждать насущные проблемы монашеской жизни. Признанным лидером «второй волны» нестяжателей становится старец Порфириевой пустыни Артемий. Артемий, постриженник Корнилиево-Комельского монастыря, поселился в Порфириевой пустыни по благословению преподобного Корнилия. Из послания старца царю Ивану Грозному известно, что в Корнилиевом между Артемием и братией были какие-то несогласия относительно монастырских имуществ. Было ли это причиной ухода Артемия в пустынь утверждать оснований нет. В Корнилиевом монастыре, вполне по преподобному Нилу, решался вопрос о монастырской земле: там старались избегать обширных владений с зависимым крестьянским населением, ограничиваясь трудом самих монахов и наёмных работников. Среди насельников Порфириевой пустыни известны своими нестяжательскими взглядами старцы Исаакий (Белобаев), Порфирий Малый, Савва Шах. Четыре года здесь провёл просветитель лопарей Феодорит Кольский.
Возобновление полемики приходится на 40-е — 50-е годы. Во многом она связана с реформаторской деятельностью круга митрополита Макария. В преддверии Стоглавого собора светские власти возвращаются к идее ограничения монастырского землевладения и ищут опору в среде нестяжателей. Среди реформаторов эти идеи поддерживает протопоп Благовещенского собора и духовник царя Сильвестр и Алексей Адашев. Однако ещё до собора сам вдохновитель реформ митрополит Макарий пишет молодому царю послание, в котором защищает монастырское землевладение.
Свои взгляды Артемий изложил в послании Ивану Грозному, написанном им весной 1551 года. Само послание не сохранилось, но упоминание о нём есть в другом письме Артемия к царю. Из текста становится ясно, что Артемий, выступая против монастырского землевладения, и допуская изъятие монастырских земель, тем не менее, не поддерживал насильственной секуляризации. Как предполагает Плигузов, Артемию принадлежит и приписываемое Вассиану Патрикееву «Прение с Иосифом». По меньшей мере, документ звучит радикальнее вассиановской программы, и именно здесь прозвучало, приписанное Вассиану, «Велю князю…».
«Стоглав» так и не коснулся церковных земель. Исключением стала так называемая 101 глава, которая ставит под контроль государства передачу земель монастырям, ограничивает возможности приобретать земли. Но изымаются только земли, полученные церковью незаконно в период после смерти великого князя Василия III.
Тем не менее ряд представителей нестяжателей в это время выдвигается на высшие церковные должности. В начале 1551 года епископом Рязанским был поставлен белозерский монах Кассиан. Сам Артемий становится игуменом Троице-Сергиевой монастыря. А Феодорит Кольский, изгнанный монахами из основанного им Кольского Троицкого монастыря, становится архимандритом крупного и влиятельного Спасо-Евфимиева монастыря в Суздале. Ещё один белозерец, игумен Кирилова монастыря Афанасий, в том же 1551 году занимает кафедру Суздальской епархии.
Однако вскоре многие из названных здесь монахов-нестяжателей предстали перед соборным судом. В конце 1553 — начале 1554 годов состоялся собор, созванный по делу о ереси Матвея Башкина. В рамках соборного суда был осуждён и ряд белозерских монахов-нестяжателей. Осуждён был старец Артемий, еретичество которого хоть и не было доказано, но его влияние на формирование ереси стало очевидным. Уже в Литве Артемий писал одному из своих товарищей по несчастью: «Понеже к неправедным наукам приложился еси, их же иногда и мы сами, не ощутившия сущая в них прелести антихристова духа, не дерзнухом хулити, но в некоих речах не разноствовахом». Осуждены были старцы Порфирий Малый и Савва Шах, обвинённые в отрицании чудес святых, а также Исаакий (Белобаев). В чём обвинялся Исаакий — неизвестно. Суздальский епископ Афанасий попытался обвинить в ереси и неугодного ему Феодорита Кольского, связав его с еретиками. Однако его усилия успехом не увенчались. Впоследствии ему удалось добиться ссылки принципиального игумена в Кирилов монастырь. Сообщения о его ссылке по приговору собора в Кирило-Белозерский монастырь не подтверждается: по меньшей мере, до конца октября 1554 года он оставался игуменом Спасо-Евфимиевского монастыря. Последнее упоминание Феодорита на посту евфимиевского архимандрита относится к 24 октября 1554 года. Из ссылки он был освобождён по ходатайству митрополита Макария.
В январе 1554 года из Новоезерского монастыря в Москву на суд был доставлен Феодосий Косой и его товарищ Игнатий, которым вскоре удалось бежать из под стражи и укрыться в Литве. В Литве Косой развернул активную пропагандистскую деятельность. Его еретическое учение в основном известно по труду инока новгородского Отенского монастыря Зиновия «Истины показание к вопросившим о новом учении». Еретики, жившие в белозерских скитах, разделяли многие взгляды нестяжателей, но их позиция была куда радикальнее. Феодосий Косой в итоге пришёл к полному отрицанию монашества. Артемий, тоже бежавший в Литву, полемизировал со своими бывшими товарищами. Известны 9 посланий, написанных им в Литве в защиту Православия.

## Нестяжание как историографическая проблема
В историографической традиции нестяжателями принято называть духовно-политическое течение в Русской церкви конца XV — первой половины XVI века. Этот термин был введён русскими либералами-славянофилами во второй половине XIX века для иноков заволжских монастырей, выступавших за ограничение монастырского землевладения. Впервые его использовал историк канонического права Алексей Павлов, назвав так Вассиана Патрикеева. Русские либеральные историки находили в учении и взглядах нестяжателей своих духовных предшественников, и это отразилось на их трактовке мировоззрения северного монашества. Впоследствии их взгляды были подвергнуты критике. В частности, Фери фон Лилиенфельд по этому поводу писала:

Сегодня мы видим, как серьёзно отразилось на исследованиях историков XIX и XX вв., занимавшихся «иосифлянами» и заволжскими старцами, их собственное видение правильного решения проблем российской действительности в области отношений государства и церкви, церкви и государства с точки зрения того, как эти проблемы ставились в современной России. Историческое видение исследователей не в последнюю очередь зависело от их отношения к вопросу, ставшему предметом бурных дискуссий в России на рубеже XIX и XX вв., о смысле или бессмысленности монашества как такового в «современном» обществе. … Эта дискуссия, как в России, так и во всей Европе была в значительной степени определена различными полюсами существовавшей шкалы ценностей: «либеральный» — «консервативный», «прогрессивный» — «регрессивный». Постоянно ставились вопросы: кто же из двух «глав школ» прав в решении животрепещущих проблем современности?— Фери фон Лилинфельд. О некоторых причинах приостановки исследований о Ниле Сорском и его роли в истории.
Тогда же стало принято объяснять позицию нестяжателей исключительно религиозно-нравственными побуждениями. Другой неоправданной тенденцией стало сближение взглядов Вассиана Патрикеева и его учителя, преподобного Нила Сорского. Начиная с писателя протоиерея Василия Жмакина, Нила Сорского стали считать идейным вдохновителем нестяжателей, а князя Вассиана — его ближайшим учеником и верным последователем. Взгляды преподобного Нила практически по всем вопросам были резко противопоставлены взглядам Иосифа Волоцкого. Сорский подвижник был представлен как носитель либеральных идей, его взгляды сближались со взглядами стригольников и современных ему еретиков жидовствующих, и даже в их среде находили источник идей преподобного. Большинство историков, как этого времени, так и впоследствии русского зарубежья противопоставляли духовную свободу «нестяжателей» и строгое послушание и дисциплину «иосифлян», истинную духовность одних и обрядовое благочестие других. И если о нестяжателях говорили с нескрываемой симпатией, то в иосифлянах видели консерваторов, сторонников внешней обрядовой веры, служивших верной опорой нарождавшегося русского самодержавия после ликвидации независимой Новгородской республики 11 августа 1471 года. В итоге сформировалось упрощённое «двухпартийное» представление о русском монашестве XVI века.
Победа иосифлян представлялась в трудах историков русской эмиграции как трагическое событие в русской истории, привёдшая в итоге к революции (Николай Бердяев, Игорь Смолич). Более взвешенную оценку дал отец Георгий Флоровский, который видел в этих течениях «столкновения двух правд: правды общественного служения и правды внутреннего делания, совершенствования человеческой личности». Флоровский писал, что «Нил Сорский только из аскетико-созерцательной традиции древней и византийской Церкви и может быть понят до конца». Не противопоставляет их и Василий Зеньковский в своей «Истории русской Философии».
В свою очередь, советская историография обнаруживала классовый характер происходивших процессов, связав взгляды нестяжателей с интересами боярства и нарождавшегося дворянства (И. У. Будовиц), либо же связывая иосифлян с дворянством, а их оппонентов с боярами (Николай Гудзий). Согласен с подобными оценками и представитель эмигрантской историографии Игорь Смолич. На «сословные» причины деятельности Вассиана Патрикеева указывал Николай Никольский.
Однако высказывались и иные точки зрения. Николай Никольский резко отделил Вассиана Патрикеева от его учителя, обвинив князя в защите своих «сословных интересов». М. С. Боровикова-Майкова связала нестяжательские идеалы заволжских монахов с его аскетическими идеалами и «умной молитвы». Считая мистическое учение Нила основой общественно-политического учения, отмечает, что сам преподобный остался в стороне от политических страстей и вряд ли одобрял действия своих учеников. Позже Яков Лурье указал на отсутствие значительных противоречий во взглядах преподобных Нила Сорского и Иосифа Волоцкого, доказал факт их совместной работы над «Просветителем».
Во второй половине XX века появилось большое количество работ, основанных на исследованиях наследия преподобного Нила, а также учитывающих новые, неизвестные ранее документы, предлагающих более достоверную и сложную картину. Среди исследователей, внёсших вклад в раскрытие вопроса, можно назвать Елену Романенко, Андрея Плигузова, Гелиана Прохорова, Фери фон Лилиенфельд и др.